# 山本アリフレッド
山本 アリフレッド（やまもと アリフレッド）は、日本の漫画家。埼玉大学工学部情報システム工学科卒業、同大学院理工学研究科博士前期課程修了。代表作に『カオスウィザードと悪魔のシモベ』がある。

## 来歴
大学在学中に「漫画や小説などを創作するサークル」に所属し、漫画を制作。山本の漫画家としての師匠も同サークルの出身であり、サークルで刺激を受けた山本は「漫画家になれたのはサークルのおかげ」だという。
2012年、『別冊少年マガジン』（講談社）8月号より『カオスウィザードと悪魔のシモベ』の連載を開始。
2016年3月16日に『COMICメテオ』に『理系が恋に落ちたので証明してみた。』の読み切りを掲載後、同年5月25日より連載を開始。同作が同サイトでの初連載作品となる。前作の完結後に1ページ漫画をインターネットで発表し、その反響をもとに連載企画案を作ろうと考えた後に編集部から新連載の依頼が入り、人気を得ていた『リケ恋』の原点となる1ページ漫画を連載化することとなった。2018年に同作が実写ドラマ化、2019年に実写映画化、2020年にテレビアニメ化される。

## 作品リスト

### 漫画作品

#### 連載
- カオスウィザードと悪魔のシモベ（『別冊少年マガジン』2012年8月号[6] - 2013年8月号[12]）
- 理系が恋に落ちたので証明してみた。（『COMICメテオ』2016年5月25日[8] - 連載中）

#### 読み切り
- CHAOS WIZARD（『別冊少年マガジン』2011年12月号）
- カオス・ウィザード（『別冊少年マガジン』2012年3月号）
- 理系が恋に落ちたので証明してみた。（『COMICメテオ』2016年3月16日[7]）

### 書籍
- 『カオスウィザードと悪魔のシモベ』、講談社〈講談社コミックス〉2013年、全2巻
  1. 2013年1月9日発売[13]、ISBN 978-4-06-384806-9
  2. 2013年8月9日発売[14]、ISBN 978-4-06-394902-5
- 『理系が恋に落ちたので証明してみた。』、フレックスコミックス〈メテオCOMICS〉2016年 - 、既刊19巻（2025年8月8日現在）
- 『力技のシスター』フレックスコミックス〈メテオCOMICS〉、2025年2月12日発売[15]、ISBN 978-4-86675-410-9

### その他
- 埼玉大学「創立70周年アニバーサリーエール」ラベルイラスト（2019年10月[16]）